# Étang de Crovani
L'étang de Crovani est une lagune corse située à 8 km (distance orthodromique) au N-NE de Galéria, sur la commune de Calenzana dans le département de la Haute-Corse.

## Géographie
L'étang de Crovani se situe dans les zones humides éponymes, séparé de la mer par la plage de galets de l'Argentella au fond de la baie de Crovani, au Nord du hameau de L'Argentella (Galéria).
Il a une superficie d'environ 5 ha et est alimenté par le ruisseau de Marconcellu (6,2 km) qui prend sa source sur le flanc septentrional du Capu di l'Argentella (813 m). 

## Écologie
Il fait partie du site naturel de Crovani, espace protégé d'une superficie de 25 ha, propriété du Conservatoire du Littoral.
Il est repris à l'Inventaire national du patrimoine naturel en tant que ZNIEFF (Zone Naturelle d'Intérêt Écologique, Faunistique et Floristique) de type I